# Matrice di Toeplitz
In algebra lineare, una matrice di Toeplitz o matrice a diagonali costanti è una matrice in cui ogni diagonale discendente da sinistra a destra è costante. Ad esempio, la seguente matrice è una matrice di Toeplitz:
{\displaystyle {\begin{bmatrix}a&b&c&d&e\\f&a&b&c&d\\g&f&a&b&c\\h&g&f&a&b\\i&h&g&f&a\end{bmatrix}}}
Queste matrici prendono il loro nome dal matematico tedesco Otto Toeplitz (1881-1940).
Ogni matrice {\displaystyle A} di ordine {\displaystyle n} della seguente forma
{\displaystyle A={\begin{bmatrix}a_{0}&a_{-1}&a_{-2}&\ldots &\ldots &a_{-n+1}\\a_{1}&a_{0}&a_{-1}&\ddots &&\vdots \\a_{2}&a_{1}&\ddots &\ddots &\ddots &\vdots \\\vdots &\ddots &\ddots &\ddots &a_{-1}&a_{-2}\\\vdots &&\ddots &a_{1}&a_{0}&a_{-1}\\a_{n-1}&\ldots &\ldots &a_{2}&a_{1}&a_{0}\end{bmatrix}}}
è una matrice di Toeplitz.
Indicando con  {\displaystyle A_{ij}}  l'elemento della matrice  {\displaystyle A}  della riga  {\displaystyle i} e della colonna  {\displaystyle j} si ottiene:
{\displaystyle A_{i,j}=A_{i+1,j+1}=a_{i-j}.}
Una matrice di Toeplitz non è necessariamente quadrata.

## Proprietà
In generale, un'equazione matriciale
{\displaystyle Ax=b}
rappresenta un sistema di {\displaystyle n} equazioni lineari. Se {\displaystyle A} è una matrice di Toeplitz, allora il sistema ricade in un caso particolare (ha solo {\displaystyle 2n-1} gradi di libertà, invece di {\displaystyle n^{2}}). Ci si può quindi aspettare che la soluzione di un sistema di Toeplitz sia ottenibile con un procedimento specifico e semplice.
Ciò può essere verificato dalla trasformazione:
{\displaystyle AU_{n}-U_{m}A,}
che ha due righe, dove {\displaystyle U_{k}} è l'operatore di riduzione. Nello specifico, si può, con un semplice calcolo, dimostrare che
{\displaystyle AU_{n}-U_{m}A={\begin{bmatrix}a_{-1}&\cdots &a_{-n+1}&0\\\vdots &&&-a_{-n+1}\\\vdots &&&\vdots \\0&\cdots &&-a_{n-n-1}\end{bmatrix}},}
dove si intende che gli spazi vuoti nella matrice contengano degli zeri.